# Мур, Джонни Би
Джонни Би Мур (англ. Johnny B. Moore, род. 24 января 1950, Кларксдейл, Миссисипи, США) — американский блюзовый гитарист, вокалист и автор песен. Номинант Blues Music Awards в номинациях «Альбом современного блюза» (1988), «Альбом традиционного блюза» (2004). Представитель чикагского блюза с сильным влиянием традиционного дельта-блюза и с частым использованием слайд-техники боттлнек.  

## Биография
Родился в Кларксдейле, Миссисипи в 1950 году. Его отец, баптистский проповедник начал учить его играть на гитаре с семилетнего возраста. Первой песней, сыгранной музыкантом стала «Boogie Chillen'» Джона Ли Хукера, но наибольшее влияние на него оказал Мэджик Сэм. В детстве пел госпел в церкви Кларксдейла, а затем в 1964 году, переехав с отцом, мачехой и 15 братьями и сёстрами в Чикаго после смерти матери — в группе Gospel Keys. В старшей школе Мур выучил нотную грамоту. К концу 1960-х Мур работал на фабрике по производству ламп, но после работы играл в кафе. Его навыки улучшил Джимми Рид, с которым он был знаком с детства, а затем группа Чарльза Спирса, к которой он присоединился.
В 1975 году Мур присоединился к аккомпанирующей группе Коко Тейлор The Blues Machine как соло-гитарист, записался в альбоме певицы 1978 году The Earthshaker. С того времени он поочерёдно гастролировал с Коко Тейлор и Вилли Диксоном, совершим с той и другим туры по Европе. С Вилли Диксоном музыкант работал вплоть до 1992 года, до смерти Диксона. Также в начале 1980-х он выступал в составе группы Эдди Тейлора, а после его смерти в составе группы Вилли Кента и записывался под собственным именем. В 1987 году он выпустил дебютный альбом Hard Times, о котором отзывались как  «прекрасный дебютный альбом, включающий несколько хороших оригинальных вещей вместе с впечатляющими версиями пары песен 30-х годов». Затем последовал Lonesome Blues Chicago Blues Session, Vol. 5 с которым Джонни Мур получил номинацию Blues Music Awards «Альбом современного блюза».
С тех пор Джонни Би Мур регулярно записывается и гастролирует по всему миру. 
Chicago Reader: «Репертуар Мура простирается от малоизвестных номеров дельты 30-х до современного соул-блюза, а его импровизационная техника сочетает в себе ловкость, воображение и вкус». 
«Когда выступает Мур, поклонники блюза стекаются в чикагские клубы, чтобы услышать музыку, которая звучит очень похоже на то, что могло бы звучать в 1960-х годах в блюз-баре на южной или западной стороне города».
«Европейский историк блюза Жерар Герцхафт отмечал, что „альбомы [Мура] отражают сильный привкус Дельты, который освежает современную блюзовую сцену, где доминируют роковые или фанк-обертоны“».

## Дискография
| Год  | Название                                     | Лейбл           |
| ---- | -------------------------------------------- | --------------- |
| 1987 | Hard Times                                   | B.L.U.E.S.      |
| 1988 | Lonesome Blues Chicago Blues Session, Vol. 5 | Wolf Records    |
| 1996 | Johnny B. Moore                              | Delmark Records |
| 1996 | Live at Blue Chicago                         | Delmark         |
| 1997 | Trouble World                                | Delmark         |
| 1997 | 911 Blues                                    | Wolf            |
| 1999 | Acoustic Blue Chicago                        | Blue Chicago    |
| 2001 | Born in Clarksdale, Mississippi              | Wolf            |
| 2003 | Rockin' in the Same Old Boat                 | Delmark         |